# Szaniec Szwedzki
Szaniec Szwedzki (niem. Schwedenschanze) –  wzniesienie wydmowe o wysokości bezwzględnej 126 m n.p.m., częściowo sztucznie usypane, znajdujące się w Lesie Osobowickim we Wrocławiu.
Część Szańca Szwedzkiego jest dawnym grodziskiem w kształcie prostokąta z zaokrąglonymi narożami. Według ustaleń archeologów gród ten był zamieszkany z przerwami od epoki brązu do wczesnej epoki żelaza tj. od roku 900 p.n.e. do roku 450 p.n.e. (kultura łużycka). Od początku XIX wieku Szaniec Szwedzki wraz z całym Lasem Osobowickim był miejscem wycieczek i wypoczynku Wrocławian. W roku 1902 wybudowano tu wieżę widokową im. cesarza Wilhelma I według projektu Karla Klimma. Na pierwszym piętrze tej budowli, od 1927 do 1944, działała filia Śląskiego Muzeum Rzemiosła Artystycznego i Starożytności prezentująca znaleziska archeologiczne odkryte w trakcie badań tutejszej osady obronnej kultury łużyckiej oraz związanego z nią cmentarza. Założona przez ówczesnego wicedyrektora muzeum Hansa Segera była otwarta tylko w sezonie letnim, toteż nosiła nazwę Letniego Muzeum Archeologicznego. Działania wojenne pod koniec II wojny światowej doprowadziły do uszkodzenia budowli, a jej pozostałości ostatecznie zlikwidowano w latach 60. XX w.. 
Nazwa wzgórza związana jest z legendą mówiącą o wojskach szwedzkich, które miały tu przebywać w okresie wojny trzydziestoletniej.